# Campeonato Europeo de Baloncesto Masculino Sub-20
El Campeonato de Europa sub-20 masculino de la FIBA, es una competición anual de baloncesto, de selecciones europeas masculinas de categoría sub-20 (jugadores menores de 20 años). Está organizada por FIBA Europa y se disputa desde el año 1992. Hasta 2004, se celebraba cada dos años; a partir de 2005, pasó a celebrarse cada año teniendo dos divisiones: la división A, con las mejores selecciones del continente, y la división B.

## Equipos participantes
La división A, está compuesta por las siguientes selecciones:
- Alemania
- Bélgica
- Croacia
- Eslovenia
- España
- Estonia
- Francia
- Grecia
- Islandia
- Israel
- Italia
- Lituania
- Montenegro
- Polonia
- Serbia
- Turquía

## Ediciones
| Año  | Sede                                            | Partido por la medalla de oro         | Partido por la medalla de oro         | Partido por la medalla de oro         | Partido por la medalla de bronce      | Partido por la medalla de bronce      | Partido por la medalla de bronce      |
| Año  | Sede                                            |                                       | Resultado                             |                                       |                                       | Resultado                             | 4.ª plaza                             |
| ---- | ----------------------------------------------- | ------------------------------------- | ------------------------------------- | ------------------------------------- | ------------------------------------- | ------------------------------------- | ------------------------------------- |
| 1992 | Grecia (Atenas)                                 | Italia                                | 65–63                                 | Grecia                                | Francia                               | 63–60                                 | Israel                                |
| 1994 | Eslovenia (Maribor / Postojna / Liubliana)      | Bielorrusia                           | 96–91                                 | Italia                                | España                                | 83–69                                 | Grecia                                |
| 1996 | Turquía (Bursa / Estambul)                      | Lituania                              | 85–81                                 | España                                | Yugoslavia                            | 67–62                                 | Turquía                               |
| 1998 | Italia (Trapani)                                | Yugoslavia                            | 92–73                                 | Eslovenia                             | Turquía                               | 64–57                                 | España                                |
| 2000 | Macedonia del Norte (Ohrid)                     | Eslovenia                             | 66–65                                 | Israel                                | España                                | 82–77                                 | Croacia                               |
| 2002 | Lituania (Kaunas / Alytus / Vilna)              | Grecia                                | 77–73                                 | España                                | Francia                               | 95–78                                 | Rusia                                 |
| 2004 | República Checa (Brno)                          | Eslovenia                             | 66–61                                 | Israel                                | Lituania                              | 92–63                                 | Grecia                                |
| 2005 | Rusia (Chéjov)                                  | Rusia                                 | 61–53                                 | Lituania                              | Serbia y Montenegro                   | 63–45                                 | Israel                                |
| 2006 | Turquía (Esmirna)                               | Serbia y Montenegro                   | 64–58                                 | Turquía                               | Eslovenia                             | 83–75                                 | Italia                                |
| 2007 | Eslovenia (Nova Gorica) Italia (Gorizia)        | Serbia                                | 87–78                                 | España                                | Italia                                | 74–63                                 | Rusia                                 |
| 2008 | Letonia (Riga)                                  | Serbia                                | 96–89                                 | Lituania                              | España                                | 91–72                                 | Turquía                               |
| 2009 | Grecia (Rodas / Ialisos)                        | Grecia                                | 90–85                                 | Francia                               | España                                | 75–72                                 | Italia                                |
| 2010 | Croacia (Zadar / Crikvenica / Makarska)         | Francia                               | 73–62                                 | Grecia                                | España                                | 86–79                                 | Croacia                               |
| 2011 | España (Bilbao)                                 | España                                | 82–70                                 | Italia                                | Francia                               | 66–50                                 | Rusia                                 |
| 2012 | Eslovenia (Liubliana / Domžale / Kranjska Gora) | Lituania                              | 50–49                                 | Francia                               | España                                | 67–66                                 | Serbia                                |
| 2013 | Estonia (Tallin)                                | Italia                                | 67–60                                 | Letonia                               | España                                | 70–63                                 | Rusia                                 |
| 2014 | Grecia (Heraclión / Rétino)                     | Turquía                               | 65–57                                 | España                                | Serbia                                | 79–66                                 | Croacia                               |
| 2015 | Italia (Lignano Sabbiadoro / Latisana)          | Serbia                                | 70–64                                 | España                                | Turquía                               | 84–74                                 | Francia                               |
| 2016 | Finlandia (Helsinki)                            | España                                | 68–55                                 | Lituania                              | Turquía                               | 76–61                                 | Alemania                              |
| 2017 | Grecia (La Canea / Rétino / Heraclión)          | Grecia                                | 65–56                                 | Israel                                | Francia                               | 72–58                                 | España                                |
| 2018 | Alemania (Chemnitz)                             | Israel                                | 80–66                                 | Croacia                               | Alemania                              | 81–70                                 | Francia                               |
| 2019 | Israel (Tel Aviv)                               | Israel                                | 90–84                                 | España                                | Alemania                              | 73–65                                 | Francia                               |
| 2020 | Lituania (Klaipėda)                             | Cancelado por la pandemia de COVID-19 | Cancelado por la pandemia de COVID-19 | Cancelado por la pandemia de COVID-19 | Cancelado por la pandemia de COVID-19 | Cancelado por la pandemia de COVID-19 | Cancelado por la pandemia de COVID-19 |
| 2021 | Montenegro (Podgorica)                          | Cancelado por la pandemia de COVID-19 | Cancelado por la pandemia de COVID-19 | Cancelado por la pandemia de COVID-19 | Cancelado por la pandemia de COVID-19 | Cancelado por la pandemia de COVID-19 | Cancelado por la pandemia de COVID-19 |
| 2022 | Montenegro (Podgorica)                          | España                                | 69–61                                 | Lituania                              | Montenegro                            | 86–77                                 | Israel                                |
| 2023 | Grecia (Heraclión)                              | Francia                               | 89–79                                 | Israel                                | Grecia                                | 68–64                                 | Bélgica                               |
| 2024 | Polonia (Gdynia)                                | Francia                               | 82–78                                 | Eslovenia                             | Grecia                                | 70–68                                 | Bélgica                               |
| 2025 | Grecia (Heraclión)                              | Italia                                | 83 – 66                               | Lituania                              | Francia                               | 73–62                                 | Serbia                                |

## Medallero
- Actualizado hasta Heraklion 2025

| Núm. | País                 | Oro | Plata | Bronce | Total |
| ---- | -------------------- | --- | ----- | ------ | ----- |
| 1    | España               | 3   | 6     | 7      | 16    |
| 2    | Francia              | 3   | 2     | 5      | 10    |
| 3    | Grecia               | 3   | 2     | 2      | 7     |
| 4    | Italia               | 3   | 2     | 1      | 6     |
| 5    | Serbia               | 3   | 0     | 1      | 4     |
| 6    | Lituania             | 2   | 5     | 1      | 8     |
| 7    | Israel               | 2   | 4     | 0      | 6     |
| 8    | Eslovenia            | 2   | 2     | 1      | 5     |
| 9    | Turquía              | 1   | 1     | 3      | 5     |
| 10   | Yugoslavia†          | 1   | 0     | 1      | 2     |
| 11   | Serbia y Montenegro† | 1   | 0     | 1      | 2     |
| 12   | Alemania             | 0   | 0     | 2      | 2     |
| 13   | Rusia                | 1   | 0     | 0      | 1     |
| 14   | Bielorrusia          | 1   | 0     | 0      | 1     |
| 15   | Letonia              | 0   | 1     | 0      | 1     |
| 16   | Croacia              | 0   | 1     | 0      | 1     |
| 17   | Montenegro           | 0   | 0     | 1      | 1     |

## MVP (desde 1996)
| Año  | MVP                       |
| ---- | ------------------------- |
| 1996 | Rasho Nesterović          |
| 1998 | Igor Rakočević            |
| 2000 | Sani Bečirovič            |
| 2002 | Nikos Zisis               |
| 2004 | Erazem Lorbek             |
| 2005 | Nikita Kurbanov           |
| 2006 | Ersan İlyasova            |
| 2007 | Miloš Teodosić            |
| 2008 | Miroslav Raduljica        |
| 2009 | Kostas Papanikolaou       |
| 2010 | Andrew Albicy             |
| 2011 | Nikola Mirotić            |
| 2012 | Léo Westermann            |
| 2013 | Amedeo Della Valle        |
| 2014 | Cedi Osman                |
| 2015 | Marko Gudurić             |
| 2016 | Marc García               |
| 2017 | Vassilis Charalampopoulos |
| 2018 | Yovel Zoosman             |
| 2019 | Deni Avdija               |
| 2022 | Juan Núñez                |
| 2023 | Ilias Kamardine           |
| 2024 | Zacharie Perrin           |
| 2025 | Francesco Ferrari         |